# Алтемен
Алтемен, Алфемен (грец. Althaimenēs) — син критського царя Катрея. 
Коли оракул провістив, що Катрей загине від руки когось зі своїх дітей, Алтемен зі сестрою Апемосіною залишили Крит, аби пророцтво не здійснилося. На острові Родос він заснував місто Кретінія на честь рідного Криту. Згодом оселився в Камейрі, спорудив вівтар Зевсові на горі Атавір і в погожі дні з вершини гори дивився на Крит. На старість Катрей надумав відвідати сина й передати йому владу над Критом. Коли цар зі своїм почтом висадився на Родосі, населення прийняло прибульців за піратів і вступило з ними в бій, у якому Катрей зрештою загинув від руки сина. Побачивши, що віщування збулося, Алтемен у розпачі почав благати в богів смерті. Боги зглянулися на його прохання: Алтемена поглинула земля. 
Міф натякає на мінойську окупацію Родосу в XV столітті до н. е. Переказ про Алтемена є одним із поширених варіантів міфа про сина, який ненавмисне вбиває батька, як це відбувається в міфах про Едіпа, Телегона тощо.